# Грейт-Бенд (Канзас)
Грейт-Бенд (англ. Great Bend) — місто (англ. city) в США, в окрузі Бартон штату Канзас. Населення — 14 733 особи (2020).

## Географія
Грейт-Бенд розташований за координатами 38°21′36″ пн. ш. 98°47′58″ зх. д. / 38.36000° пн. ш. 98.79944° зх. д. (38.359941, -98.799511). За даними Бюро перепису населення США в 2010 році місто мало площу 27,75 км², з яких 27,46 км² — суходіл та 0,29 км² — водойми.

### Клімат
| Клімат : Грейт-Бенд                                    | Клімат : Грейт-Бенд | Клімат : Грейт-Бенд | Клімат : Грейт-Бенд | Клімат : Грейт-Бенд | Клімат : Грейт-Бенд | Клімат : Грейт-Бенд | Клімат : Грейт-Бенд | Клімат : Грейт-Бенд | Клімат : Грейт-Бенд | Клімат : Грейт-Бенд | Клімат : Грейт-Бенд | Клімат : Грейт-Бенд | Клімат : Грейт-Бенд |
| Показник                                               | Січ.                | Лют.                | Бер.                | Квіт.               | Трав.               | Черв.               | Лип.                | Серп.               | Вер.                | Жовт.               | Лист.               | Груд.               | Рік                 |
| Абсолютний максимум, °C                                | 26,1                | 29,4                | 32,8                | 38,3                | 38,9                | 43,9                | 43,9                | 43,3                | 41,1                | 36,7                | 32,2                | 26,1                | 43,9                |
| Середній максимум, °C                                  | 7,2                 | 10,0                | 15,6                | 21,7                | 26,1                | 31,1                | 34,4                | 33,3                | 28,9                | 22,2                | 13,9                | 7,2                 | 21,0                |
| Середній мінімум, °C                                   | −6,1                | −3,9                | 0,6                 | 6,1                 | 12,2                | 17,2                | 20,0                | 19,4                | 14,4                | 7,2                 | 0,6                 | −5                  | 6,9                 |
| Абсолютний мінімум, °C                                 | −27,2               | −28,3               | −21,1               | −10                 | −3,9                | 3,9                 | 7,2                 | 7,2                 | −1,7                | −8,9                | −20                 | −29,4               | −29,4               |
| Норма опадів, мм                                       | 15                  | 22                  | 49                  | 60                  | 111                 | 101                 | 87                  | 85                  | 50                  | 52                  | 25                  | 22                  | 679                 |
| Днів з опадами                                         | 3,1                 | 4,1                 | 6,2                 | 6,8                 | 8,8                 | 8,2                 | 7,3                 | 7,4                 | 6,0                 | 5,7                 | 3,9                 | 3,8                 | 71,3                |
| Днів зі снігом                                         | 1,9                 | 1,8                 | 1,2                 | 0,2                 | 0                   | 0                   | 0                   | 0                   | 0                   | 0                   | 0,4                 | 1,7                 | 7,2                 |
| ------------------------------------------------------ | ------------------- | ------------------- | ------------------- | ------------------- | ------------------- | ------------------- | ------------------- | ------------------- | ------------------- | ------------------- | ------------------- | ------------------- | ------------------- |
| Джерело: National Weather Service; The Weather Channel |                     |                     |                     |                     |                     |                     |                     |                     |                     |                     |                     |                     |                     |

## Демографія
Згідно з переписом 2010 року, у місті мешкало 15 995 осіб у 6483 домогосподарствах у складі 4038 родин. Густота населення становила 576 осіб/км². Було 7113 помешкання (256/км²).
Расовий склад населення:
| - 84,0 % — білих - 1,7 % — чорних або афроамериканців - 0,6 % — корінних американців - 0,2 % — азіатів - 0,1 % — вихідців з тихоокеанських островів - 11,0 % — осіб інших рас |

До двох чи більше рас належало 2,3 %. Частка іспаномовних становила 19,8 % від усіх жителів.
За віковим діапазоном населення розподілялося таким чином: 26,2 % — особи молодші 18 років, 57,2 % — особи у віці 18—64 років, 16,6 % — особи у віці 65 років та старші. Медіана віку мешканця становила 36,7 року. На 100 осіб жіночої статі у місті припадало 94,1 чоловіків; на 100 жінок у віці від 18 років та старших — 91,8 чоловіків також старших 18 років.
Середній дохід на одне домашнє господарство становив 55 786 доларів США (медіана — 39 718), а середній дохід на одну сім'ю — 66 504 долари (медіана — 46 920). Медіана доходів становила 42 358 доларів для чоловіків та 28 496 доларів для жінок. За межею бідності перебувало 19,1 % осіб, у тому числі 25,3 % дітей у віці до 18 років та 14,0 % осіб у віці 65 років та старших.
Цивільне працевлаштоване населення становило 7075 осіб. Основні галузі зайнятості: освіта, охорона здоров'я та соціальна допомога — 27,3 %, роздрібна торгівля — 11,3 %, виробництво — 9,3 %, мистецтво, розваги та відпочинок — 8,2 %.

## Уродженці
- Каррін Еллісон (* 1963) — американська джазова вокалістка.